# آيزنبرغ (تورينغن)
آيزنبرغ (بالألمانية: Eisenberg, Thuringia) هي بلدة ألمانية تقع في ألمانيا في تورينغن.  يقدر عدد سكانها بـ 11,392 نسمة .

## المدن التوأمة
مدن مندن (زاورلند)، شتاتهاغن، سواسون و Eisenberg هي مدن توأمة لـآيزنبرغ (تورينغن).

## أعلام
- جيرهارد بوكوالد
- كارل كريستيان فريدريش كراوس
- برونو باور
- كريستيان، دوق ساكس أيزنبرغ